# Catadelphops nasutus
Catadelphops nasutus là một loài tò vò trong họ Ichneumonidae.